# Circuito de Albert Park
O Circuito de Albert Park é um circuito de rua localizado perto da cidade de Melbourne, capital do estado de Vitória na Austrália. Recebe a Fórmula 1 anualmente desde 1996.

## História
Antes de entrar no campeonato de Fórmula 1, o circuito de Albert Park já tinha recebido corridas em 1953 e 1956. Depois de Adelaide ter sido o palco anual da Fórmula 1 durante 11 anos, em 1996 a categoria mudou para Melbourne, palco da primeira prova da temporada, depois de Adelaide ter fechado a temporada anterior.
Para a realização da prova, o asfalto foi reconstruído para garantir consistência e suavidade. Jacques Villeneuve fez a primeira pole-position. Arrancou e manteve a liderança até à volta 53, quando foi ultrapassado pelo colega de equipa Damon Hill depois de ter problemas com a pressão do óleo do carro. Assim, a corrida acabou com uma dobradinha da Williams. Eddie Irvine, da Ferrari, completou o pódio, na terceira posição.

## Pista

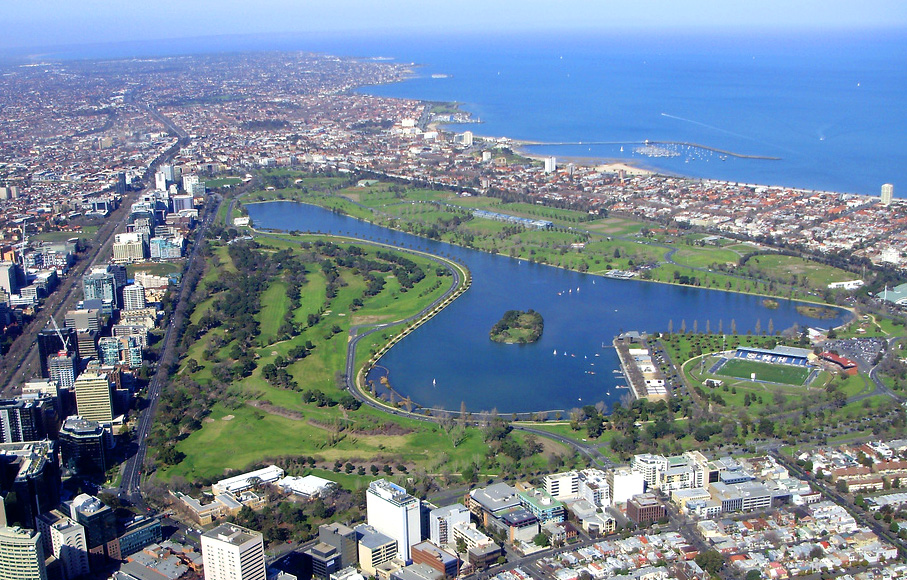
Albert Park

Albert Park, como o nome sugere, é um circuito de rua ao redor do lago de mesmo nome, na área central de comércio da segunda maior cidade da Austrália, Melbourne. A capital cultural do país, como é conhecida, hospeda tradicionalmente a etapa de abertura do Campeonato Mundial de Formula 1, e conta com a simpatia de equipes e fãs.
O circuito é utilizada nas estradas diariamente pelo trânsito. Divergindo relativamente a outros circuitos de rua, este tem uma superfície bastante plana. Até à sua estreia, era dos poucos circuitos com cursos de água por perto.
É um circuito médio rápido, com uma sucessão de curvas fáceis de aprender. No entanto, tem poucas retas reais e não é muito propício a ultrapassagens, no entanto, costuma ser caracterizado por ter corridas bastante interessantes e por haver um grande número de desistências.
É uma combinação de curvas suaves, grampos e longas retas. Não é uma pista especialmente desafiadora, mas apresenta, apesar de tudo, um traçado prazeroso para os pilotos e garante, quase sempre, uma corrida interessante.
Como a maioria dos circuitos de rua, a superfície em alguns pontos é cheia de ondulações. Essa característica associada a uma variedade de curvas estreitas torna o acerto dos carros semelhante ao utilizado em Mônaco, com uma relativa altura do chassi e o máximo de pressão aerodinâmica.

## Organização da prova

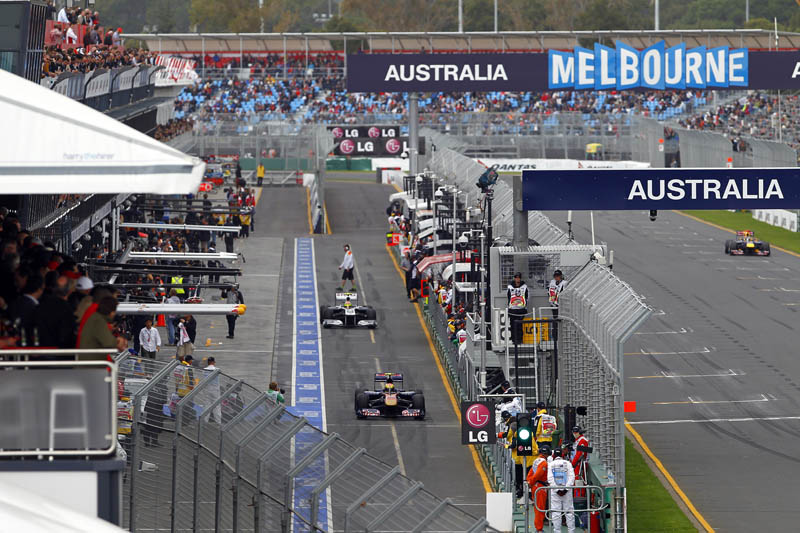
Reta principal e pit lane do circuito.

Todos os anos, arquibancadas e infra-estruturas são elevadas para a realização da prova, cerca de um mês antes da prova, que só apenas por duas vezes não abriu a temporada. Tudo é retirado cerca de seis semanas após o evento. No fim-de-semana da prova, o acesso ao parque é restrito ao Grande Prémio. Inclusive, em algumas zonas o circuito desvia-se dos trechos de utilização diárias para ter curvas mais competitivas, como o que acontece nas curvas 3, 4 e 5, que passam por um parque de estacionamento. Sempre houve alguns residentes contra a realização da prova, no entanto, a prova é bastante popular na zona.

## Contrato
O contrato que os organizadores tem com a FIA dura até 2015 e a realização da prova depois disso pode estar em risco. Os Grandes Prêmios na Austrália sempre tiveram o inconveniente da diferença horária, o que faz com a prova seja realizada numa hora inconveniente para a Europa, por isso, Bernie Ecclestone pretende apenas renovar o contrato caso se faça uma prova noturna.

## Vencedores[1]
| Ano                      | Piloto               | Chassi/Motor       | Detalhes |
| ------------------------ | -------------------- | ------------------ | -------- |
| 2025                     | Lando Norris         | McLaren-Mercedes   | Detalhes |
| 2024                     | Carlos Sainz Jr.     | Ferrari            | Detalhes |
| 2023                     | Max Verstappen       | RedBull-Honda RBPT | Detalhes |
| 2022                     | Charles Leclerc      | Ferrari            | Detalhes |
| Não houve em 2020 e 2021 |                      |                    |          |
| 2019                     | Valtteri Bottas      | Mercedes           | Detalhes |
| 2018                     | Sebastian Vettel     | Ferrari            | Detalhes |
| 2017                     | Sebastian Vettel     | Ferrari            | Detalhes |
| 2016                     | Nico Rosberg         | Mercedes           | Detalhes |
| 2015                     | Lewis Hamilton       | Mercedes           | Detalhes |
| 2014                     | Nico Rosberg         | Mercedes           | Detalhes |
| 2013                     | Kimi Räikkönen       | Lotus-Renault      | Detalhes |
| 2012                     | Jenson Button        | McLaren-Mercedes   | Detalhes |
| 2011                     | Sebastian Vettel     | Red Bull-Renault   | Detalhes |
| 2010                     | Jenson Button        | McLaren-Mercedes   | Detalhes |
| 2009                     | Jenson Button        | Brawn-Mercedes     | Detalhes |
| 2008                     | Lewis Hamilton       | McLaren-Mercedes   | Detalhes |
| 2007                     | Kimi Räikkönen       | Ferrari            | Detalhes |
| 2006                     | Fernando Alonso      | Renault            | Detalhes |
| 2005                     | Giancarlo Fisichella | Renault            | Detalhes |
| 2004                     | Michael Schumacher   | Ferrari            | Detalhes |
| 2003                     | David Coulthard      | McLaren-Mercedes   | Detalhes |
| 2002                     | Michael Schumacher   | Ferrari            | Detalhes |
| 2001                     | Michael Schumacher   | Ferrari            | Detalhes |
| 2000                     | Michael Schumacher   | Ferrari            | Detalhes |
| 1999                     | Eddie Irvine         | Ferrari            | Detalhes |
| 1998                     | Mika Häkkinen        | McLaren-Mercedes   | Detalhes |
| 1997                     | David Coulthard      | McLaren-Mercedes   | Detalhes |
| 1996                     | Damon Hill           | Williams-Renault   | Detalhes |

### Por pilotos, equipes e países que mais venceram1
|          |                      |                        |
| Vitórias | Pilotos              | Edições                |
| 4        | Michael Schumacher   | 2000, 2001, 2002, 2004 |
| 3        | Jenson Button        | 2009, 2010, 2012       |
| 3        | Sebastian Vettel     | 2011, 2017, 2018       |
| 2        | David Coulthard      | 1997, 2003             |
| 2        | Kimi Räikkönen       | 2007, 2013             |
| 2        | Lewis Hamilton       | 2008, 2015             |
| 2        | Nico Rosberg         | 2014, 2016             |
| 1        | Damon Hill           | 1996                   |
| 1        | Mika Häkkinen        | 1998                   |
| 1        | Eddie Irvine         | 1999                   |
| 1        | Giancarlo Fisichella | 2005                   |
| 1        | Fernando Alonso      | 2006                   |
| 1        | Valtteri Bottas      | 2019                   |
| 1        | Charles Leclerc      | 2022                   |
| 1        | Max Verstappen       | 2023                   |
| 1        | Carlos Sainz Jr.     | 2024                   |
| 1        | Lando Norris         | 2025                   |

|          |            |                                                            |
| Vitórias | Construtor | Edições                                                    |
| 10       | Ferrari    | 1999, 2000, 2001, 2002, 2004, 2007, 2017, 2018, 2022, 2024 |
| 7        | McLaren    | 1997, 1998, 2003, 2008, 2010, 2012, 2025                   |
| 4        | Mercedes   | 2014, 2015, 2016, 2019                                     |
| 2        | Renault    | 2005, 2006                                                 |
| 2        | Red Bull   | 2011, 2023                                                 |
| 1        | Williams   | 1996                                                       |
| 1        | Brawn      | 2009                                                       |
| 1        | Lotus      | 2013                                                       |

|          |               |                                                            |
| Vitórias | País          | Edições                                                    |
| 10       | Reino Unido   | 1996, 1997, 1999, 2003, 2008, 2009, 2010, 2012, 2015, 2025 |
| 9        | Alemanha      | 2000, 2001, 2002, 2004, 2011, 2014, 2016, 2017, 2018       |
| 4        | Finlândia     | 1998, 2007, 2013, 2019                                     |
| 2        | Espanha       | 2006, 2024                                                 |
| 1        | Itália        | 2005                                                       |
| 1        | Mónaco        | 2022                                                       |
| 1        | Países Baixos | 2023                                                       |

↑1  (Última atualização: GP da Austrália de 2025)

## Recordes em Albert Park
|                                               | Piloto                                        | Chassi/Motor                                  | Tempo                                         | Extensão                                      | Ano                                           |
| Circuito Grande Prêmio (desde 2022): 5.278 km | Circuito Grande Prêmio (desde 2022): 5.278 km | Circuito Grande Prêmio (desde 2022): 5.278 km | Circuito Grande Prêmio (desde 2022): 5.278 km | Circuito Grande Prêmio (desde 2022): 5.278 km | Circuito Grande Prêmio (desde 2022): 5.278 km |
| --------------------------------------------- | --------------------------------------------- | --------------------------------------------- | --------------------------------------------- | --------------------------------------------- | --------------------------------------------- |
| Pole Position                                 | Max Verstappen                                | RedBull V6 Turbo                              | 1min 16s 732                                  | 5.278 km                                      | 2023                                          |
| Melhor Volta na Prova                         | Charles Leclerc                               | Ferrari V6 Turbo                              | 1min 20s 260                                  | 5.278 km                                      | 2022                                          |
| Circuito Grande Prêmio (1996–2019): 5.303 km  |                                               |                                               |                                               |                                               |                                               |
| Pole Position                                 | Lewis Hamilton                                | Mercedes V6 Turbo                             | 1min 20s 486                                  | 5.303 km                                      | 2019                                          |
| Melhor Volta na Prova                         | Michael Schumacher                            | Ferrari V10                                   | 1min 24s 125                                  | 5.303 km                                      | 2004                                          |